# Lijst van burgemeesters van Sluipwijk
Dit is een lijst van burgemeesters van de voormalige Nederlandse gemeente Sluipwijk in de provincie Zuid-Holland.
| Ambtsperiode | Naam burgemeester                    | Partij of stroming | Bijzonderheden                           |
| ------------ | ------------------------------------ | ------------------ | ---------------------------------------- |
| 1798 - 1826  | Jan Hendrik van Doelen               |                    | schout, maire, president en burgemeester |
| 1817 - 1817  | Sigismundus Petrus Ham van Sluipwijk |                    | schout                                   |
| 1826 - 1826  | Pieter den Ouden                     |                    | waarnemend burgemeester                  |
| 1826 - 1842  | Jan Godfried Gerlach                 |                    |                                          |
| 1842 - 1843  | Theunis Pietersz. Tuijl              |                    | waarnemend burgemeester                  |
| 1843 - 1845  | Cornelis Zonderwijk                  |                    |                                          |
| 1845 - 1848  | Theunis Pietersz. Tuijl              |                    |                                          |
| 1848 - 1850  | Pieter Kersbergen                    |                    | waarnemend burgemeester                  |
| 1850 - 1859  | Dirk Braat                           |                    |                                          |
| 1859 - 1870  | Henri Corneille Schuyt van Castricum |                    |                                          |
| 1870 - 1870  | Frederik Hendrik Bulaeus Brack       |                    |                                          |